# Cadillac Europe
Cadillac Europe ist ein Schweizer Unternehmen im Bereich von Automobilen. In der Vergangenheit war es auch als Hersteller aktiv.

## Unternehmensgeschichte
General Motors suchte in den 1930er Jahren einen geeigneten Standort für ein Montagewerk in der Schweiz. Guido Müller, der damalige Stadtpräsident von Biel, bot eine fertige Fabrik und Steuerbefreiung für fünf Jahre an. Am 2. Mai 1935 wurde General Motors Suisse in Biel gegründet. Das Handelsregister gibt davon abweichend den 1. Mai 1935 an. Am 5. Februar 1936 wurde das erste Fahrzeug produziert. Bis zum Ausbruch des Zweiten Weltkriegs entstanden jährlich etwa 2000 Fahrzeuge.
Nach Kriegsende wurde die Produktion fortgesetzt und expandiert. Ende der 1950er Jahre lag die Jahreskapazität bei 14.500 Autos. Mitte der 1960er Jahre waren mehr als 1000 Mitarbeiter beschäftigt. 1970 entstanden 17.102 Fahrzeuge. Ausserdem wurden importierte Fahrzeuge verkauft. Zu der Zeit begannen Probleme. Die Schweiz gehörte zur Europäischen Freihandelsassoziation, nicht zur Europäischen Union. Ein Freihandelsabkommen vom 22. Juli 1972 zwischen der Europäischen Wirtschaftsgemeinschaft und der Schweiz war ab 1. Januar 1973 gültig. Der Plan war, Oberklasseautos vom Typ Opel Diplomat zu montieren. Die folgende Ölpreiskrise ab dem 16. Oktober 1973 liess den Absatz solcher Fahrzeuge rapide sinken, woraufhin doch wieder günstigere Modelle montiert wurden. Am 14. August 1975 wurde das letzte Fahrzeug produziert, ein Opel Rekord D Caravan. Insgesamt wurden 329.864 Fahrzeuge gefertigt.
Das Unternehmen beschränkte sich danach auf Import und Vertrieb. 1994 erfolgte die Umbenennung in Opel Suisse SA. Daneben sind Opel Svizzera SA und Opel Schweiz AG überliefert. Am 17. November 2003 wurde die alte Firmierung wieder angenommen. Alternative bzw. übersetzte Firmierungen lauteten General Motors Schweiz AG, General Motors Svizzera SA und General Motors Switzerland Ltd. Am 13. April 2004 gab es einen Fusionsvertrag mit Saab Automobile Schweiz AG, die übernommen wurde. Saab gehörte zu der Zeit zu General Motors. Am 14. April 2004 wurde der Sitz nach Opfikon verlegt. Am 24. Mai 2012 gab es einen weiteren Fusionsvertrag, diesmal mit der General Motors Europe AG.
Anfang 2017 wurde Opel von General Motors an die Groupe PSA verkauft. Der nächste Fusionsvertrag folgte am 30. Juni 2017. Diesmal wurde die Cadillac Europe GmbH übernommen, die eigene Firmierung in Cadillac Europe GmbH geändert und die Rechtsform einer Gesellschaft mit beschränkter Haftung gewählt. Eine alternative bzw. übersetzte Firmierung lautete Cadillac Europe LLC. Am 16. Februar 2018 wurde der Sitz nach Glattpark verlegt. Der offensichtliche Fehler bei der Schreibweise in Cadillac Europe LLC wurde später offiziell in Cadillac Europe LLC geändert.

## Fahrzeuge

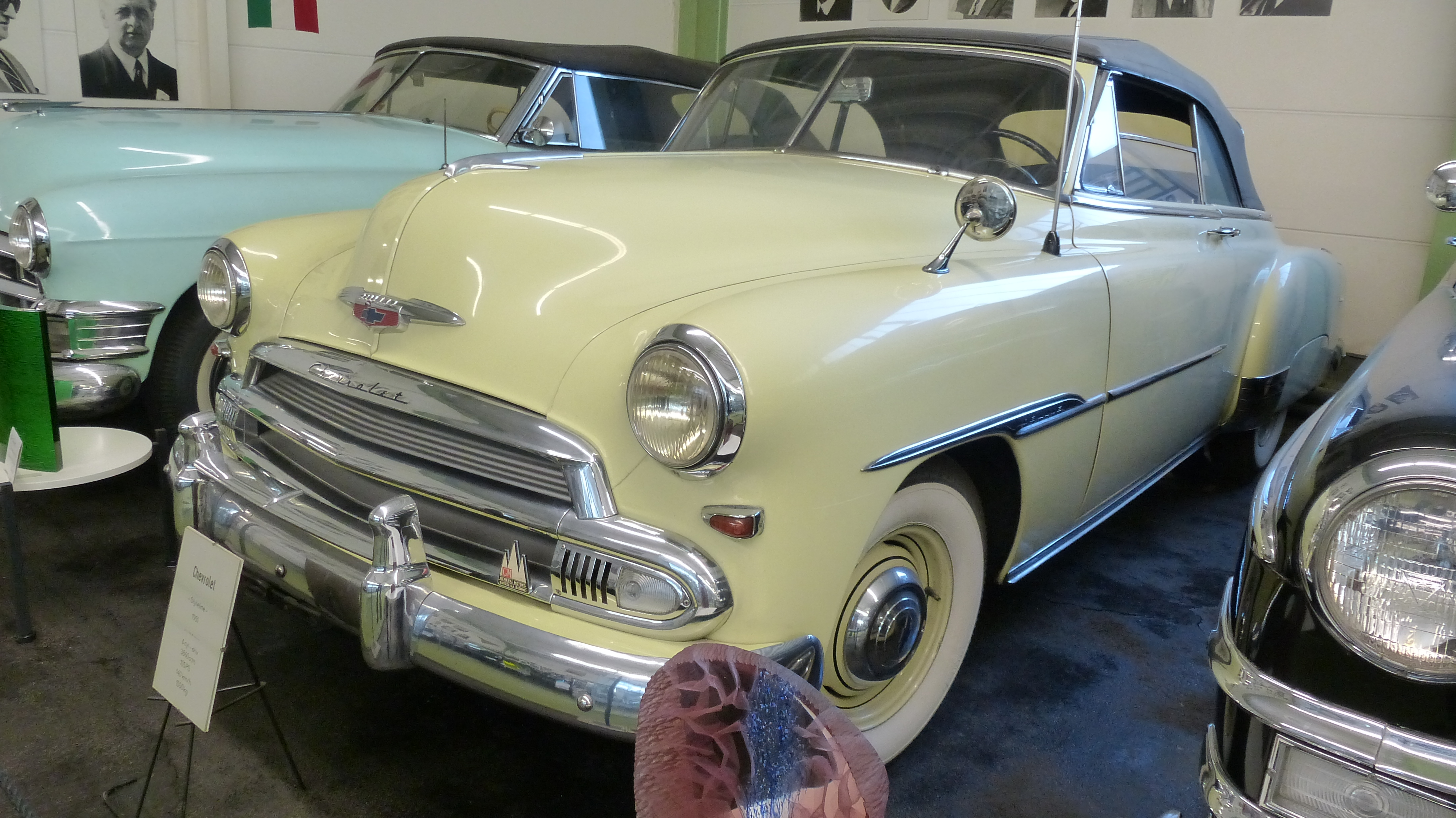
Chevrolet Styleline von 1951

Genannt werden Fahrzeuge der Marken Bedford, Buick, Cadillac, Chevrolet, LaSalle, Oldsmobile, Opel, Pontiac und Vauxhall. Dazu kam die Eigenmarke Ranger.
Viele Teile stammten von Zulieferern aus der Schweiz. Scintilla AG aus Solothurn lieferte elektrische Teile, Roviva aus Wangen an der Aare Polster, Firestone Pratteln aus Pratteln sowie Pallas-Cord aus Wetzikon Reifen und die Akkumulatorenfabrik Oerlikon Batterien. Einige Karosserien wurden laut einer Quelle von Carrosserie Hess, Carrosserie Langenthal und Carrosserie U. Höhener’s Erben gefertigt. Eine andere Quelle nennt neben Langenthal Reinbolt & Christé aus Basel. Zusätzlich zur Montage bekannter Modelle gab es auch Eigenkonstruktionen wie den Chevrolet 13 PS mit einem Opel-Motor.

## Marke Ranger
1967 oder kurz danach wurde der Entschluss gefasst, die eigene Automarke Ranger ins Leben zu rufen. Als Grund wird angegeben, dass die vielen Streiks in England der damaligen Zeit Qualitätseinbussen zur Folge hatten, und das Image von Vauxhall geschädigt war. Das Debüt fand im März 1970 auf den Genfer Auto-Salon statt.
Das erste Modell basierte auf dem Opel Rekord C.
Als Ranger 1900 hatte das Fahrzeug einen Vierzylindermotor mit 1897 cm³ Hubraum und war sowohl als zweitürige Limousine als auch als Coupé erhältlich. Daneben gab es den Ranger 2500 als viertürige Limousine auf Basis des Opel Commodore A und das Coupé Ranger 2500 GTS, beide mit einem Sechszylindermotor. 1970 entstanden 391 Fahrzeuge, im Folgejahr 345 und im letzten Produktionsjahr 1972 noch 451. In der Summe sind das 1187 Fahrzeuge.
Das Folgemodell basierte auf dem Opel Rekord D und war nur mit dem 1897-cm³-Motor und als Coupé erhältlich. Bis 1973 entstanden nur 35 Fahrzeuge. Davon wurden bis Jahresende 1973 lediglich sieben verkauft und das letzte erst 1978. Das Montagewerk von General Motors in Antwerpen montierte dieses Modell etwas länger.

## Übersicht über die Bauzeit der verschiedenen Marken
| Marke      | Produktionsbeginn | Produktionsende |
| ---------- | ----------------- | --------------- |
| Buick      | 1936              | 1958            |
| Cadillac   | 1938              | 1940            |
| Chevrolet  | 1936              | 1938            |
| LaSalle    | 1936              | 1937            |
| Oldsmobile | 1936              | 1958            |
| Opel       | 1936              | 1975            |
| Pontiac    | 1936              | 1959            |
| Ranger     | 1970              | 1975            |
| Vauxhall   | 1946              | 1971            |

Quelle:

## Sonderausstellung
Vom 21. Mai bis zum 1. Juni 2009 fand im Salzhaus in Wangen an der Aare eine Sonderausstellung statt. Präsentiert wurden 19 Fahrzeuge, die von General Motors Suisse gefertigt wurden, und dazu das Einzelstück Soletta 750.
| Modell                | Baujahr        | Text | Foto |
| --------------------- | -------------- | --- | ---- |
| Buick Eight Special   | 1936           | Einer der ältesten Wagen des Unternehmens vom Dezember 1936 und gleichzeitig der älteste noch existierende. Aufbau als Limousine. 1937 entstanden insgesamt 353 Buick.                                                                             |      |
| Chevrolet 13 PS       | 1939           | Basis Chevrolet, Sechszylindermotor vom Opel Super Six, der mit 13 Steuer-PS eingestuft war. Sechssitzige Limousine. Von den 771 hergestellten Chevrolet des Jahres war weniger als ein Viertel vom Modell 13 PS.                                  |      |
| Chevrolet Kübelwagen  | 1939           | Umbau von Limousinen in viertürige Kübelwagen für die Schweizer Armee. Nur noch ein Fahrzeug bekannt. |      |
| Opel Olympia          | 1948           | Basis Opel Olympia, aber Sonderkarosserie der Carrosserie Langenthal mit Kofferraumklappe. Einer von 15. |      |
| Vauxhall Postfourgon  | 1949 oder 1950 | Kastenwagen auf Basis von Vauxhall Wyvern oder Vauxhall Velox mit Aufbau von Carrosserie U. Höhener’s Erben. 1949 entstanden 1259 Vauxhall und 1950 weitere 756 in Biel. Ein zweites überlebendes Exemplar steht im Museum für Kommunikation Bern. |      |
| Chevrolet 13 PS       | 1951           | Erneut die Kombination einer Limousine von Chevrolet mit einem Motor von Opel mit 13 Steuer-PS. Jährlich entstanden davon etwa 250 bis 350 Fahrzeuge.                                                                                              |      |
| Pontiac Chieftain     | 1951           | Viertürige Limousine, die damals so viel kostete wie vier VW Käfer. In dem Jahr stellte das Unternehmen 180 Pontiac-Wagen her. |      |
| Vauxhall Wyvern       | 1954           | Viertürige Limousine der Schweizer Mittelklasse. GM Suisse stellte im genannten Jahr 1070 Vauxhall her. |      |
| Soletta 750           | 1956           | Bezeichnet als der erste Schweizer Concept Car. Prototyp eines Kleinwagens mit einer zweitürigen Karosserie von der Carrosserie Hess. |      |
| Opel Rekord Ascona    | 1957           | Luxusausführung für die gehobenen Anforderungen der Schweizer Kunden. Von den 6085 Opel aus Biel 1957 waren höchsten 120 Ascona. |      |
| Opel Rekord Ascona    | 1958           | Luxusvariante mit dem stärksten Motor und Zweifarbenlackierung aus der Farbpalette von Buick. Hiervon entstanden etwa 200 bis 220 Fahrzeuge. |      |
| Chevrolet Bel Air     | 1959           | Viertürige Limousine, von der in dem Jahr 689 Stück gefertigt wurden. |      |
| Vauxhall Victor Super | 1960           | Ebenfalls eine Limousine mit vier Türen. In dem Jahr entstanden in Biel 1317 Vauxhall. |      |
| Chevrolet Corvair     | 1963           | Limousine mit Sechszylindermotor im Heck. GM Suisse fertigte in dem Jahr 1637 Chevrolet, die sich auf Corvair und Chevy II verteilten. |      |
| Opel Rekord 6         | 1967           | Frühe Ausführung des Rekord C mit Sechszylindermotor vor der Einführung des Opel Commodore A. Aufbau als Coupé. In dem Jahr entstanden 16.454 Opel in Biel.                                                                                        |      |
| Opel Kadett Ascona    | 1968           | Eigene Schweizer Kombination des Kadett B mit einem Motor vom Rekord mit 1700 cm³ Hubraum. Ausführung als viertürige Limousine. |      |
| Ranger 1900           | 1970           | Eigenmarke für den Schweizer Markt als Ersatz für Vauxhall-Modelle. Basis Opel Rekord C mit einer Frontgestaltung, die Vauxhall-Wagen ähnelte. Ausgestellt als zweitürige Limousine. In dem Jahr entstanden 391 Ranger.                            |      |
| Ranger 2500 GTS       | 1971           | Basis Opel Commodore A, mit anderer Front. Der GTS war das Coupé. |      |
| Opel Manta A 1600 S   | 1971           | Der Manta wurde in der Schweiz nur mit 1600 cm³ Hubraum und nur in kleiner Zahl hergestellt. Viele davon waren in Berlina-Ausführung mit Vinyldach und Automatikgetriebe.                                                                          |      |
| Ranger 1900           | 1973           | Basis Opel Rekord D mit anderem Kühlergrill und Doppelscheinwerfern. Nur 35 Coupés wurden hergestellt. |      |

Quelle: Katalog zur Sonderausstellung